# Tour de France 2019/3. Etappe
Die 3. Etappe der Tour de France 2019 fand am 8. Juli 2019 statt. Die 215 Kilometer lange hügelige Etappe führte von Binche nach Épernay. Der Etappenstart begann um 12:10 Uhr in Binche, der scharfe Start erfolgte um 12:19 Uhr bei Vellereille-les-Brayeux.

## Rennverlauf
Geprägt wurde die Etappe vom Ausreißversuch einer Fünfergruppe, die sich kurz nach dem Start bildete und einen Vorsprung von bis zu 6:30 Minuten erarbeiten konnte. Der Belgier Tim Wellens attackierte ca. 49 Kilometer vor dem Ziel bzw. 5,5 Kilometer vor der ersten Bergwertung und gewann alle vier Bergwertungen der Etappe. Wellens sicherte sich dadurch die Führung in der Bergwertung und wurde mit der Roten Rückennummer ausgezeichnet. Bei der letzten Bergwertung – 16 Kilometer vor dem Ziel – wurde er vom Peloton eingeholt. Dabei attackierte Julian Alaphilippe und führte bis zum Ziel alleine die Etappe, seine Verfolger konnten ihn nicht mehr einholen. Alaphilippe übernahm das Gelbe Trikot. Mike Teunissen, der bisherige Träger des Gelben und Grünen Trikots, erreichte als 80. mit 4:54 Minuten Rückstand das Ziel. Peter Sagan übernahm das Grüne Trikot, er wurde Tagesfünfter. Wout van Aert konnte sein Weißes Trikot verteidigen.

## Zeitbonus
| Zeitbonus am Côte de Mutigny | Zeitbonus am Côte de Mutigny |
| Fahrer                       | Zeitbonus                    |
| ---------------------------- | ---------------------------- |
| Tim Wellens (LTS)            | 8 Sekunden                   |
| Julian Alaphilippe (DQT)     | 5 Sekunden                   |
| Michael Woods (EF1)          | 2 Sekunden                   |

| Zeitbonus am Etappenziel | Zeitbonus am Etappenziel |
| Fahrer                   | Zeitbonus                |
| ------------------------ | ------------------------ |
| Julian Alaphilippe (DQT) | 10 Sekunden              |
| Michael Matthews (SUN)   | 6 Sekunden               |
| Jasper Stuyven (TFS)     | 4 Sekunden               |